# Mitch Green
Mitch Green (* 13. Januar 1957 in Augusta, Georgia, USA) ist ein ehemaliger US-amerikanischer Schwergewichtsboxer.

## Amateurlaufbahn
Green gewann als Amateur unter anderem vier Mal die New York Golden Gloves (1976, 1977, 1979, 1980), zwei Mal die Intercity Golden Gloves (1977, 1979) drei Mal die Heavyweight Open Championships (1977, 1979, 1980) und ein Mal die Sub-Novice Heavyweight Championship (1976). Der spätere WBA-Weltmeister im Schwergewicht Tony Tubbs gehört zu den bedeutendsten Gegnern, die er als Amateur schlagen konnte, allerdings verlor er auch einmal gegen ihn.
Seine Bilanz war: 71 Kämpfe, 64 Siege (davon 51 durch K. o.), bei 7 Niederlagen.
Fünf der sieben Niederlagen erlitt er gegen die bekannten Boxer Igor Jakowlewitsch Wyssozki, Marvis Frazier, Greg Page, Tony Tubbs (wie oben schon erwähnt) und Alfonso Ratliff.

## Profikarriere
Am 8. November im Jahre 1980 schlug der 1,96 Meter große und schlagstarke Green in seinem Profidebüt Jerry Foley durch technischen K. o. in der 1. Runde. In seinem 11. Kampf gewann er gegen Floyd Cummings, der vor allem für seinen Kampf gegen Joe Frazier bekannt war, nach Punkten. 1985 trat er gegen den späteren WBC-Weltmeister Trevor Berbick um den USBA Heavyweight Title an. Berbick entschied den auf 12 Runden angesetzten Kampf durch Mehrheitsentscheidung für sich (zwei Punktrichter werteten jeweils 116:112 für Berbick, während der andere 114:114 wertete) und fügte Green somit seine erste Niederlage bei den Profis zu. Im darauffolgenden Jahr boxte er im Madison Square Garden gegen den jungen, ungeschlagenen, aufstrebenden Mike Tyson (Bilanz 20-0-0), der nur 17 Tage zuvor den Weltklasseschwergewichtler James „Quick“ Tillis über 10 Runden nach Punkten geschlagen hatte. Tyson gewann diesen Kampf, in dem Green viele harte Treffer einstecken musste, ebenfalls über 10 Runden klar und einstimmig nach Punkten. Nach dieser Niederlage trat Green vom aktiven Boxsport zurück.

## Comeback
Nach insgesamt 7 Jahren gab er am 26. Februar im Jahre 1993 in Woodbridge, Virginia, USA im Alter von 36 Jahren sein Comeback und verlor das erste und einzige Mal in seiner Karriere durch technischen Knockout. Green war natürlich nicht mehr ansatzweise Weltklasse. 1994 trat er gegen Melvin Foster um den USA New York State Heavyweight Title an und verlor auch diesen Kampf. In seinem vorletzten Kampf konnte er den vakanten WBS Super Heavyweight Title gewinnen. Sein letzter Fight fand 2005 gegen Billy Mitchem statt, den er durch klassischen K. o. in der 4. Runde besiegte.